# Gondor
Gondor egy fiktív államalakulat J. R. R. Tolkien Arda-mitológiájában. A legnagyobb emberi királyság a Harmadkor végén. "A Gyűrűk Ura" harmadik kötete, "A király visszatér" foglalkozik vele behatóbban, a könyvhöz tartozó függelékből pedig az állam történelme ismerhető meg.
Isildur és Anárion, Elendil fiai alapították Númenor bukása után. Gondor testvérkirálysága az Elendil által alapított északi Arnor. Gondor Mordortól nyugatra helyezkedik el, a Belfalasi-öböl mellett. A neve annyit tesz, hogy Kőföld, a sindarin gond (kő) és (n)dor (föld) szavakból, leginkább a területén elhelyezkedő hegyláncok miatt, mint például az Ered Nimrais. Egy másik feltételezett magyarázat a quenya Ondonóre szóra vezeti vissza Gondor nevét. A két királyság a száműzött dúnadanok birodalmaiként is ismert. A kezdetben erős királyság a Harmadkor során fokozatosan lebomlott, köszönhetően a belső viszályoknak és a Sauron szolgáival történő állandó konfliktusoknak. A Gyűrűháború idején Gondor trónja már régóta üres volt, a kisebb uradalmak és hercegségek azonban továbbra is hűségesek maradtak Gondor helytartójához. A királyság egykori dicsősége csak Sauron legyőzése, és Elessar király megkoronázása után állt helyre a Negyedkorban.
Gondor földrajza és történelme "A Gyűrűk Ura" írása közben munkálódott ki. A kritikusok rámutatnak az ország hasonlóságára a normannok, az ókori Róma, a vikingek, a gótok, a longobárdok, és a Bizánci Birodalom történetével, továbbá arra, hogy a művelt, de erőtlen gondori helytartók milyen ellentétben állnak az egyszerű, de erős rohani királyokkal, akiket Tolkien az általa favorizált angolszászok alapján alkotott meg.

## Leírása

### Etimológia
Tolkien a Gondor nevet sinda eredetűnek gondolta, ami "köves földet" jelent. Ez összhangban áll "A Gyűrűk Ura" szövegével, amikor a Pelennor-mezei csatában a rohírok Kövesföldnek nevezték az országot. Tolkien korai munkái szerint a név arra utalt, hogy a civilizált lakosság rendkívül tehetséges volt a kőművesmesterségben, aminek köszönhetően lenyűgöző építményeket hoztak létre, szemben elmaradott szomszédaikkal. Ezt alátámasztja az is, hogy a drúadanok (vadonlakók) a gondoriakat kőház-népnek hívja, Minas Tirith-t pedig Kővárosnak. Másik nevén Déli Királyság, amit Arnorhoz képesti elhelyezkedése alapján kapott. Mordor orkjai a gondori embereket a "Tark" jelzővel illetik.

### Földrajz
Az ország térképét J.R.R. Tolkien leírásaiból, valamint a fia, Christopher Tolkien által készített térképekből ismerhetjük. Gondor Középfölde nyugati partvidékén található, az Anfalas északi partján és a Belfalas-öböl mentén. Pelargir nagy kikötője az Anduin torkolatvidékén épült fel, a termékeny és népes Lebenninben. Határai egészen a Fehér-hegységig (Ered Nimrais) húzódnak. Hozzá tartozik még Tolfalas szigete az Anduin torkolatánál.
Gondortól északnyugatra fekszik az egykori Arnor királysága, északról Vadonfölde (Rhovanion) és Rohan határolja, északkeleten Rhûn, keleten az Anduin folyó, illetve Mordor, délen pedig Harad.
Rohantól nyugatra fekszik Enedwaith széles területe, mely Tolkien művei alapján nem egyértelműen Gondor része (egyes írásokban igen, másokban nem). A forró klímájú Dél-Gondor a Gyűrűháború idején vitatott hovatartozású, elhagyatott terület, amire Harad is igényt tart. Gondor északkeleti részén található a termékeny Lamedon és Morthond, tőlük nyugatra pedig a kopár Erech Köve. A szintén sűrűn lakott Lossarnach éppen Minas Tirith-től délre fekszik. A város kikötője is itt, Harlondban található, ahol az Anduin a legközelebb kanyarog. Lamedont és Lebennint a Ringló-völgy választja el.
A Szürke-hegységtől északra fekvő terület történelmi neve Calenardhon, mely korábban Gondor része volt, míg át nem engedték a rohírok részére, akik itt alapították meg Rohan királyságát. Északkeleten az Anduin az Emyn Muil hegyei közt kanyarog, majd veszélyes szorosok közt felgyorsulva ér el egy tavat, a Nen Hithoelt. Történelmileg itt található Gondor északi határa, amit az Argonath Oszlopai névre hallgatő óriási kőszobrok jeleznek. A tó déli végénél található Amon Hen és Amon Lhaw hegycsúcsa, alattuk pedig Parth Galen. A folyót itt Tol Brandir szigetecskéje duzzasztja fel, majd amellett elhaladva a Rauros hatalmas vízesése következik.

#### Minas Tirith
Gondor fővárosa Minas Tirith, a Gondor megalapítását követően épült első városok egyike. Eredeti neve Minas Anor, azaz a Felkelő nap tornya. A város a Fehér-hegység legkeletibb tagjának, a Mindolluin hegyének lábánál épült fel. Miután Osgiliath elesett, ide költözött át a királyi udvar, ez lett Gondor fővárosa. A Harmadkor 2002. évében, Minas Ithil elestével új nevet kapott, így lett Minas Tirith, az Őrtorony. A város az Őrhegyen épült, amely egy kisebb, csaknem kör alakú hegy volt. A város jellegzetessége a hatalmas kőbástya, sziklakiszögellés, amely a hét szintű város legalsó szintjétől a fellegvárig magasodott, és "éle, mint a hajóorr nézett keletre". Tolkien leírása alapján a város "olyan erős és olyan régi" volt, "mintha nem is emberkéz építette volna, hanem óriások faragták volna ki a sziklakőből".
A város hét szinten épült, mindegyik szintjét egy fal védte. Mindegyik falnak külön kapuja volt. Az első szinten, a Nagykapuval szemben húzódott a sziklakiszögellés lába. A Fellegvárba vivő kacskaringós útra bal kéz felé lehetett rátérni. Erről ágazott le egy utca, ahol a Régi Vendégház áll, ez volt a Mécseskészítők utcája, a Rath Celerdain. Tovább folytatva az egyszer jobbra, majd balra kanyarodó utat egyre feljebb jutunk az Őrhegy lejtőin. A hatodik szint déli oldalán volt az Ispotály épülete és az istállók. Az istállók mellett közvetlenül egy alagút vájta át a sziklakiszögellést. Ezt az utat követve egy lépcsős feljárón lehetett feljutni a Fellegvárba. A Fellegvárban állt a királyok Fehér Fája és itt magasodott Ecthelion Fehér Tornya, valamint a Királyi Palota. 
Az Őrhegyet egy lapos hegyhát kötötte össze Mindolluin hegyével, ezen a hegyháton álltak a hajdani királyok és helytartók sírjai. A hatodik szintről út vezetett ide, de ezt a Fen Hollen, a Zárt Ajtó őrizte. A kapun átlépve húzódott a Rath Dínen, a Csendes Út.
Gondor vezetője a Város Ura, amely tisztséget a helytartók töltöttek be. Fontos tisztség még a Kulcsok Őre és az Ispotály Őre. Előbbi felel a város és a kincstár biztonságáért.

#### Dol Amroth
Dol Amroth egy erődváros, mely Gondor nyugati részén, egy félszigeten épült, a Belfalas-öbölben. Gondor öt legjelentősebb városának egyike, hatalmas kikötő, és a Galador által alapított fejedelemség székhelye is. A "Bombadil Toma kalandjai" című könyvben szereplő "Túl korán jött a holdbéli ember" című versben itt zuhant le a Holdbéli Ember. A város ura Dol Amroth fejedelme, aki a gondori uralkodó hűbérese. Határai nincsenek egyértelműen meghatározva, annyi bizonyos, hogy Belfalas hozzá tartozik, ahogy a térképeken Dor-en-Ernil  néven jelölt területek is ("a fejedelem földje"). "A Gyűrűk Ura" idején ez a fejedelem Imrahil, aki egyszerre rokona Gondor helytartójának és Rohan királyának (Finduilas testvéreként Boromir és Faramir nagybátyja, és Éomer feleségének apja). Imrahil fontos szerepet játszott Minas Tirith ostromában, ugyanis az ő katonái képezték a védelem fő vonalát. Dol Amroth zászlaja egy világoskép alapon ezüst színű hattyú-hajó.
A város lakóinak egy része númenori leszármazott, és még mindig tündenyelven beszélnek. A legendák szerint Imrahil őse, Imrazôr egy tündelányt vett el feleségül.

#### Osgiliath
Gondor megalapítása után e város lett Gondor fővárosa, ahol elhelyezték a fő palantírt. Védelmére építették Minas Anort (A Felkelő Nap tornya) és Minas Ithilt (A Felkelő Hold tornya). Kezdetben ebben a városban kormányoztak a királyok, ám a későbbi háborúk nyomán Ithiliennel együtt perifériává süllyedt, közigazgatási szerepét Minas Tirith (egykor Minas Anor) vette át.
Mivel az Anduinon egyedül Osgiliathban épült kőhíd, ezért a város mindig fontos célpontja volt Mordor seregeinek. Boromir távoztával Denethor gondori helytartó kisebbik fia, Faramir kapitány parancsnokságára volt bízva a város védelme (Cair Androssal és Ithiliennel együtt). Az offenzívát azonban a gyengébb gondori sereg nem tudta megállítani – Osgiliath elesett. Minas Tirithbe visszatérve azonban Denethor megparancsolta fiának, hogy feltétlenül szerezze vissza azt, amit hozzá nem értése folytán elvesztett. Így Faramir kénytelen volt kilovagolni lovasaival Minas Tirithből, ám Osgiliathot nem sikerült visszafoglalniuk. Menekülésük során Faramir halálosnak tűnő sebet kapott, ráadásul a Nazgûlok is súlyos pszichikai sérülést okoztak neki, ám Aragorn, Gondor későbbi királya meggyógyította őt.

#### Pelargir
Pelargir Gondor legősibb városa, ami a hűségesek menedéke volt a Másodkorban. Itt kötöttek ki Elendil fiai Númenor bukása után és itt horgonyoztak Gondor hajóskirályainak hajóhadai. A Harmadkorban Pelargir Gondor többi részéhez hasonlóan hanyatlásnak indult, de továbbra is forgalmas kikötő maradt. A Negyedkor kezdetén a királyság visszaállítása után Pelargir ismét Gondor kereskedelmének kiindulópontja.

#### Ithilien
Neve a korábbi kiadásokban helytelenül Ithilia-ként szerepelt, de az új, Tolkien fordítási utasításait követő A Gyűrűk Ura-kiadásban már a szerző kívánalmainak megfelelően Ithilien.  Sokan Gondor legszebb vidékének tartják. Ez volt Isildur hercegsége: egy kellemes, erdős-ligetes, virágos rétekkel tarkított terület, ahol számtalan vízesés csobog le a keleti hegyoldalból (Árnyék-hegység) a nyugaton hömpölygő Anduinig. A föld még Sauron uralma alatt sem veszített szépségéből, amikor a dúnadanok közül már csak a legéberebbek maradtak meg itt, majd Faramir herceg és Éowyn, a Fehér Hölgy gondoskodása és a Legolas vezette erdőtündék segítségével a vidék hamar magához tért. Az Anduin nyugati partján elterülő Anóriennel szemben Ithilien soha nem volt erős művelés alatt, a folyók partját és Minas Ithil (később Minas Morgul) környékét leszámítva.
A Morgul-völgy az egyetlen hely, amit a Negyedkorban nem állítottak helyre. A földjét felégették, a tornyot lerombolták, s a romot nem látogathatja senki, nehogy felébressze a gonoszt, ami talán még most is ott lappang.

#### Erech
Erech köve a Fehér-hegység déli oldalán, a Holtak ösvényének Gondor felőli kijáratánál található. A fekete követ Isildur állította ide, majd ide idézte meg a hegyi embereket utóda, Elessar király.

## Történelme

### A kezdetek
A terület legelső lakói a drúadanok voltak, a vadonlakók. Ők vadászó-gyűjtögető életmódot éltek az Első kor óta. A későbbi telepesek kiszorították őket földjeikről és az erdőkbe kellett települniük a Fehér-hegység északkeleti részén. Később a hegységben megjelentek a hegyi emberek, akik Dúnharg vidékén egy észak-déli átjárót, valamint építményeket emeltek a hegy alatt (ezt ismerték később a Holtak Útjaként). Később ezek az emberek Sauron szolgálatába szegődtek. Egyes területek nevei, mint Erech, Arnach, vagy Umbar, megőrizték ősi elnevezésüket.
A Másodkor során Númenorról érkező tündebarátok kezdték el létrehozni gyarmataikat a tengerparton. A királyság bukása után ezek az emberek, Elendil vezetésével, keletre menekültek. Númenor Hűségeseit többnyire szívesen fogadták a korábban már gyarmatosított parti területek lakói és telepesei. Az Anduin torkolatától északra élő emberek alávetették magukat Elendil uralmának, ellenben a Nagy Folyótól délebbre élők nem voltak hajlandóak elismerni a Száműzötteket új uraiknak. Gondor alapításakor a númenoriak már megosztottak voltak, egy részük a gonosz oldalára állt (Fekete Númenoriak). Az ő telepeik (mint például Umbar) később is ellenségesek maradtak Gondorral szemben.
A Száműzöttek több nagy, kőből épült várost és várat építettek, ezekben helyzeték el a palantírokat. Isildur városa Minas Ithil (a Felkelő Hold Tornya) volt, itt ültette el a Fehér Fát. Testvérének, Anárionnak városa, Minas Anor, a Lenyugvó Nap Tornya a Fehér-hegység lábánál épült. Minas Ithil eleste után Minas Tirith lett a neve, itt ültették el a Fehér Fa csemetéjét, és a királyok is itt uralkodtak. Osgiliath (a Csillagok Városa) volt Gondor fővárosa, amely az Anduin két partján terült el a két torony között. A város hatalmas kő hídján torony állt, itt helyezték el a fő palantírt. A númenori alapítású erősségek közé tartozik még a Ködhegység déli lábainál elhelyezkedő Angrenost, Orthanc nevű hatalmas tornyával együtt, és Aglarond, amely az Ered Nimrais völgyében volt. Aglarondot, melynek palantírja nem volt, a rohírok később Helm-szurdokként, a benne épült várat pedig Kürtvárként ismerték.
A másodkor végén Szauron visszatért Mordorba, és háborút indított Gondor ellen, elfoglalta Minas Ithilt és elégette a fehér fát. Isildur családjával együtt Arnorba menekült, míg fivére, Anárion Gondort védte. Végül a gondoriak a tündékkel megalapították az Emberek és Tündék Utolsó Szövetségét, egyéb népeket is egységbe vonva, hogy Mordorral egyszer és mindenkorra leszámoljanak. Noha a Szövetség győzedelmesnek bizonyult és elűzte Szauront, ő végül visszatért a harmadkorban, hogy tovább fenyegesse Gondor és Arnor békéjét.

#### Gondor virágzása
Sauron legyőzésének nyomában Gondor magára vette Mordor szemmel tartásának feladatát. Mind Elendil, mind Anárion elesett a háborúban, így Isildur unokaöccsének, Meneldilnek a kezébe helyezte Gondor kormányzását, majd északra indult, hogy átvegye az uralmat Arnorban. Ám három legidősebb fiával együtt levágták az orkok, nem messze Nősziromföldétől. Legfiatalabb gyermeke, Valandil vette át Arnor uralmát, aki fenntartotta magának a Nagykirály címet, de ténylegesen sem ő, sem utódai nem uralkodtak Gondorban.
Ostoher újjáépíttette Minas Anort, ekkortól a királyok inkább itt tartózkodtak, mint Osgiliathban. Fia idején érte Gondort a Keletlakók első támadása, amit visszavert, és felvette a Rómendacil (Kelet-győző) nevet.
Gondor hatalma a négy Hajókirály (Tarannon, I Earnil, Ciryandil és I Hyarmendacil) alatt teljesedett ki. Uralmuk alatt Gondor kiterjesztette hatalmát a tengerpartok mentén, legyőzte Umbart, Ciryaher király pedig legyőzte a lázadó haradiakat és elfogadtatta velük Gondor fennhatóságát. Ezután felvette a Hyarmendacil (Dél-győző) nevet. A királyság ekkor érte el legnagyobb kiterjedését: keleti határa a Rhûn-tengernél, déli határa a haradiak földjénél, nyugati határa Arnornál, északi határa a Bakacsinerdőnél húzódott.

### Gondor hanyatlása
Hyarmendacil uralkodása után a hanyatlás hosszú korszaka indult meg Gondorban. Elhanyagolták Mordor őrzését, a 13. században pedig bekövetkezett az első nagy pusztítás: a Rokonviszály Polgárháborúja. Gondorba ugyanis egyre több Északlakót fogadtak be, és a király fia, Valacar sokat időzött köztük, majd Vidugavia vezér lányát, Vidumavit vette feleségül. Ebből a házasságból született fiát, Eldacart Gondorban nem tartották méltónak a királyságra, ezért trónra lépésekor kitört a háború. Körülzárták Osgiliathban, az ostromban elpusztult a nagy torony, a palantír pedig elveszett. Eldacar azonban északra ment, helyette egy trónbitorló, Castamir uralkodott. Őt azonban sokan gyűlölték, ezért amikor tíz év múlva Eldacar visszatért, nagy sereggel verte meg a bitorlót, és megölte. Castamir követői hajóikon Umbarba menekültek, és attól fogva ez a kikötő lett a királyság ellenségeinek menedéke.
Unokája, Telemnar idején érte Gondort a második csapás: a harmadkor 1636. évében lecsapott a Vész, és kihalt szinte az egész királyi család, és elszáradt a Fehér Fa. Mordor határát ettől kezdve nem őrizték. A király unokaöccse, Tarondor újra elültette a Fehér Fa egy palántáját, és végleg áthelyezte a királyi székhelyet Minas Tirithbe.
Fia, Telumehtar még visszafoglalta Umbart, ám nem sokkal később a harmadik csapásnál, a keleti ekhósok támadásakor Gondor serege vereséget szenvedett. Az összetűzések 1856-ban kezdődtek, amint az ekhósok először kezdtek portyázni Gondor keleti részén. II. Narmacil nagy sereget toborzott a betolakodók ellen, de őt magát megölték, seregét pedig szétszórták, amikor csatára került a sor. 1899-ben Narmacil fia Calimehtar győzedelmeskedett az ekhósok fölött a dagorladi csatamezőn. 1944-ben az ekhósok újfent betörtek Gondorba és elpusztították az Ondoher király által vezetett északi sereget. Az északi sereg túlélői azonban csatlakoztak az Earnil irányítása alatt álló déli sereghez, és lemészárolták az ekhósokat, miközben azok táborukban győzelmüket ünnepelték.
Ondoher király és fiai halála után Arvedui arnori király is magának követelte a koronát, ám Gondor visszautasította az igényét. Helyette Earnilt, az uralkodói házzal távoli rokonságban álló győztes hadvezért kiáltották ki királlyá. Earnil Arvedui segítségére küldte fiát, Earnurt az Angmarral vívott háborúban, ám az nem tudta megakadályozni Arthedain bukását. A háborúban azonban magára vonta a Boszorkányúr haragját, így mikor 2043-ban Gondor királya lett, Morgul ura párviadalra hívta, és 2050-ben Minas Morgulhoz lovagolt, és többet nem hallott róla senki.

### A Helytartók uralma
Az első helytartó a Húrin házából származó Mardil Voronwe volt, aki númenori felmenőkkel rendelkezett. Utána huszonnégy helytartó uralkodott Gondorban a királyok nevében. Névlegesen nem voltak uralkodók, a trónra se ültek fel, és Gondor zászlaját sem használták, de azért ténylegesen olyan hatalmuk volt, mintha királyok lettek volna. 2475-ig béke volt, ám ekkor Mordorból orkok törtek elő, és elfoglalták Ithilient. Ekkor dőlt végleg romba Osgiliath városa. I. Denethor helytartó fia, Boromir kiűzte őket Ithilienből, de a háborúban szerzett sebébe belehalt. Denethor utóda, Cirion ereje a határok védelmére sem volt elég, és egy keleti támadásnál segítséget kellett kérnie az Északlakók utódaitól. Azok el is jöttek, és az ifjú Éorl vezetésével legyőzték az ekhósokat. Hálából Cirion nekik adta az elnéptelenedett Calenardhont, így létrejött Rohan királysága.
2758-ban Beren helytartónak még nagyobb veszéllyel kellett szembenéznie: délről három hajóhad támadt Gondorra, és a Hosszú Tél alatt Rohanra is két oldaról támadtak rá ellenségei. Beren fia Beregond azonban legyőzte a betolakodókat, majd Rohan segítségére sietett. Mivel azonban Rohan nehezebben gyógyult sebeiből, a helytartó a Rohani-szorost őrző Orthancot átadta Szarumannak, aki ettől kezdve ott élt.
II. Belechtor idején a Fehér Fa kiszáradt Minas Tirithben, ám állva hagyták, mert nem találtak új palántát. II. Túrin idején Mordor újra mozgolódni kezdett, ezért a helytartó megerősítette Ithilient. Végül délről érte támadás Gondort, és rosszul állt a csata, ám ekkor Folcwine rohani király teljesítette Eorl Esküjét, és Gondor segítségére sietett, így sikerült visszaverni a támadást.
II. Ecthelion idején érkezett Gondorba egy nagy kapitány, akit ott Thorongilnak, Csillagos Sasnak neveztek (valójában ő Aragorn volt, inkognitóban). Ő volt, aki megelőző csapásként egy hajóhaddal feldúlta Umbart, hogy ne érkezhessen támadás onnan. Ám ezután eltávozott Gondorból, és senki nem tudta meg, hogy ki volt az.
Ecthelion fia, II. Denethor volt az utolsó Uralkodó Helytartó. Bölcs volt és büszke, királyibb, mint néhány király, ám büszkeségében használta Minas Tirith palantírját, így Szauron akaratával birkózva hamar megöregedett. Minden eseményt egyetlen párharc részének tekintett, amit ő vív Szauronnal. Két fia közül Boromir elesett a Gyűrűháborúban.
A háború során Minas Tirith-t ostrom alá vették Szauron seregei, és csak az egyesült gondori és rohani sereg, valamint az Aragorn által hozott segítség erejével voltak képesek visszaverni a támadást. Szauron legyőzése után Aragornt Elessar néven királlyá koronázták, aki az első olyan Nagykirály volt, aki ténylegesen uralkodott mind Arnorban, mind Gondorban.

## Megalkotása
Tolkien az 1930-as évek közepén kezdett el foglalkozni Középfölde történetének későbbi fázisaival, és a Númenorról szóló írásaiban már megjelentek Gondor kezdeményei. A királyság történetét "A Gyűrűk Ura" függelékében írta meg 1953-54-ben, aztán egy évtizeddel később, amikor a könyv második kiadása készült, ezt kibővítette a II. Rómendacil (Kelet-győző) uralma után kitörő polgárháborúval. Tolkien halála előtt fejezte be a polgárháborúhoz kapcsolódó magyarázatokat, amikor is a helynevek etimológiájáról, valamint a nősziromföldei mészárlásról és az ekhósokkal meg a balchothokkal folytatott harcokról írt (amelyek végül a "Befejezetlen regék" közt jelentek meg).
Dol Amroth tünde lakosairól több beszámolót is írt. Az egyikben azt írta, hogy ezen a vidéken az Első Korban egy kikötőt és egy kisebb települést alapítottak a tengerész sindák, akik három hajóval menekültek ide Morgoth haragja elől; később pedig az Anduinon lehajózó erdőtündék is csatlakoztak hozzájuk. Máskor azt írja, hogy Dol Amroth-t a Másodkorban alapították Lindonból érkező tündék, akik Szürkerévben tanulták a hajóácsolás mesterségét, illetve az erdőtündék Galadriel vezetésével érkeztek ide azután, hogy Szauron megostromolta Lothlórient. Eszerint a tündék egészen a Harmadkorig éltek itt, míg el nem hajóztak Halhatatlanföldére. Egy ide kapcsolódó történet szerint Amroth, Lórien tünde uralkodója a Harmadkor kezdetén elhagyta birodalmát, hogy megkeresse szerelmét, Nimrodelt, aki a Moriában elszabadult balrog rettenete elől menekült el. Edhellondban várt rá, hogy együtt hajózzanak el Nyugatra, de Nimrodel, aki legalább annyira szerette Középföldét, mint Amroth-t, nem csatlakozott hozzá. Mikor a hajója túlságosan korán kihajózott, Amroth leugrott róla, hogy visszaússzon Nimrodelért, de nem járt sikerrel és megfulladt. Eszerint a legenda szerint Mithrellas, az erdőtünde, Nimrodel egyik útitársa lett a dol amroth-i fejedelmek ősanyja.
Mindezek a történetek azonban ellentmondásosak, hiszen többféle verziójuk létezik. A "Befejezetlen regék" ugyanis azt állítja, hogy a fejedelmek egy númenori család leszármazottai, akik már akkor is uralták a várost, amikor Númenor még nem pusztult el. Ez a család Elendil rokona volt, és ugyanúgy Elros házából származott. Ugyanebben a műben Adrahil fejedelemre is van utalás, aki az ekhósokkal való küzdelem során harcolt Ondoher király oldalán, ami szintén felülírja Amroth történelmét.

## Ajánlott hivatkozások
- Tolkien.hu (magyar nyelven). A Magyar Tolkien Társaság. (Hozzáférés: 2009. október 27.)
- Völgyzugoly (magyar nyelven). (Hozzáférés: 2009. október 27.)